# Tunnel Gladbacher Straße
Der Tunnel Gladbacher Straße ist ein zweiröhriger Straßentunnel der B 1 im Düsseldorfer Stadtteil Unterbilk. Der Tunnel hat eine Länge von ca. 300 m. Der Tunnel beginnt nach dem Haltepunkt Düsseldorf Völklinger Straße und endet kurz vor dem Rheinufertunnel. Oberhalb des Tunnels, der eher einer Einhausung entspricht, befindet sich eine kleine Grünfläche, außerdem verlaufen dort die Gladbacher Straße sowie die Straßenbahnlinien 706 und 707 der Rheinbahn. Die zulässige Höchstgeschwindigkeit im Tunnel beträgt 60 km/h.